# Приятель Джои (мюзикл)
Приятель Джои (англ. Pal Joey) — мюзикл, созданный на основе книги Джона Генри О’Хары, композитором Ричардом Чарльзом Роджерсом и либреттистом Лоренцом Хартом. Первый оригинальный спектакль в постановке Джорджа Эббота состоялся на Бродвее в 1940 году, где главную роль исполнил Джин Келли. Хотя шоу получило сдержанную оценку критиков, оно не сходило со сцены почти год. Впоследствии представление неоднократно выпускали в новых редакциях. В 1957 году на его основе Джордж Сидни снял одноимённый фильм с Фрэнком Синатрой и Ритой Хейворт в главных ролях.

## Сюжет
Настоящее описание относится к оригинальному спектаклю 1940 года. Некоторые сюжетные ходы в экранизации и более поздних постановках претерпели изменения.
Конец 1930-х годов, Чикаго. Певец и танцовщик Джои Эванс, молодой человек с большими амбициями мечтает приобрести собственный ночной клуб. Ему удаётся получить работу во второразрядном заведении. Джои, начав репетиции, знакомится с юной и наивной Линдой Эндерн и, откровенно обманывая девушку, впечатляет её грандиозной ложью о своей карьере. Линда влюбляется в Джои. Одно из представлений посещает богатая замужняя светская дама Вера Симпсон и проявляет определённый интерес к Эвансу. Тот изображает звёздную недоступность, и оскорблённая Вера уходит. Владелец клуба упрекает Джои, но тот заключает пари, что дама вернётся в ближайшие дни. Если этого не случится, Джои готов покинуть клуб без оплаты за отработанные представления. Вера, однако, не возвращается. Эванс уволен.
Он пытается вернуть расположение Линды, но та не отвечает на его звонки. Джои вынужден обратиться за помощью к Вере Симпсон. Та не против небольшого романа и берёт его под свою опеку: арендует квартиру, даёт деньги на дорогие костюмы и даже предоставляет в управление ночной клуб «У Джои». Вокруг него складывается новое окружение: честолюбивая журналистка Мельба берёт у Эванса интервью, жуликоватый агент Ладлоу Лоуэлл суетится вокруг него с какими-то бумагами. Ослеплённый вниманием к себе, Эванс подписывает их не читая. Линда случайно подслушивает разговор Глэдис и Лоуэлла, замышляющих использовать подписанные документы для финансового шантажа. Она сообщает об этом Вере. Та сначала не верит девушке, но вскоре вызывает комиссара полиции, который арестовывает неудавшихся шантажистов. Вера изгоняет Джои и закрывает клуб. Эванс встречает Линду, и она приглашает его на ужин с семьей. Он отказывается от приглашения, вновь разыгрывая свою значимость. Линда уходит, оставив Джои в одиночестве.